# Alessandro Aramu
Alessandro Aramu, detto Kiki (Cagliari, 15 novembre 1942 – Rozzano, 13 ottobre 2020), è stato un hockeista su prato, allenatore di hockey su prato e dirigente sportivo italiano.

## Biografia
Per anni fece parte della nazionale italiana di hockey su prato, fino a diventarne allenatore. Nel 1976 portò la nazionale ai mondiali, per la prima e unica volta nella sua storia. Nel 1979, sempre da allenatore della nazionale maschile, conquistò la medaglia di bronzo ai Giochi del Mediterraneo svoltisi a Spalato.
Fu Segretario Generale della Federazione Italiana Hockey (FIH) dal 1985 al 1991.
Aramu è morto a Rozzano nell'ottobre 2020.